# Tsuruhime
Tsuruhime (jap. 鶴姫), Ōhōri Tsuruhime (jap. 大祝鶴姫; 1526–1543) – japońska wojowniczka onna-bugeisha, kapłanka shintō.  Z powodu jej odwagi w boju i boskiego natchnienia nazywana jest „japońską Joanną d’Arc”.

## Życiorys
Urodziła się w 1526 na wyspie Ōmishima, była córką głównego kapłana (kannushi) świątyni Ōyamazumi. Od młodości trenowała sztuki walki.
Ōmishima znajdowała się pod jurysdykcją klanu Kōno z prowincji Iyo, który prowadził wojnę z Yoshitaką Ōuchim z miasta Yamaguchi. W trakcie walk zginęło jej dwóch starszych braci.
W 1541 zmarł jej ojciec i Tsuruhime została główną kapłanką świątyni. Tsuruhime objęła dowodzenie lokalnymi siłami, oświadczając przy tym, że jest nie tylko obrończynią świątyni, ale także wcieleniem Mishimy Myojin, silnego kami pod którego wezwaniem wzniesiono świątynię.
W tym samym roku Ōmishima została zaatakowana przez armię Ōuchiego, ale dowodzeni przez Tsuruhime samurajowie obronili wyspę.  Cztery miesiące później wojska Ōuchiego pod wodzą generała Obary Nakatrukasy powróciły aby ponownie zaatakować wyspę.  Tsuruhime poprowadziła kontratak niespodziewania atakując okręty wroga  Dokonała skutecznego abordażu okrętu generała  Nakatrukasy i wezwała go na pojedynek  Tsuruhime zabiła generała w pojedynku, a wrogie okręty zostały obrzucone bombami horokubija i przeciwnik został ponownie zmuszony do ucieczki.
Dwa lata później, Tsuruhime ponownie brała udział w walkach obronnych o wyspę, według przekazów po śmierci jej narzeczonego w walce popełniła samobójstwo topiąc się.
Tsuruhime z powodu jej odwagi w boju i boskiego natchnienia nazywana jest „japońską Joanną d’Arc”.

## Zbroja
W świątyni shintō Ōyamazumi znajduje się zbroja samurajska o charakterystycznym kształcie, z wycięciem na talię, wyraźnie zaprojektowany dla kobiety. Według lokalnej tradycji zbroja należała do Tsuruhime.